# Annihiláció
Az annihiláció (megsemmisülés) az az esemény, amikor egy elemi részecske az antirészecske-párjával találkozik, mindkettő megsemmisül, és a tömegüknek megfelelő energia fotonok formájában távozik.
A megsemmisüléskor {\displaystyle E=2mc^{2}} energia sugárzódik ki, ahol m az anyagrészecske vagy antianyagrészecske tömege (mivel a kettő egyenlő).
Az annihiláció energiaforrásként való felhasználásával régóta foglalkoznak, mivel ez a jelenleg ismert leghatékonyabb energiaátalakítási módszer, ahol a legkisebb fűtőanyagtömegből a legnagyobb energiamennyiség nyerhető ki. Az űrhajózásban nagyon fontos, hogy az űrhajóban lévő hajtóanyag tömege a lehető legkisebb legyen, mert a hajtóanyag nagyobb részét a még el nem égetett hajtóanyagnak a gyorsítására kell fordítani. Ezért a tudományos-fantasztikus irodalom és a kutatók is már régóta foglalkoznak az annihilációs hajtóművek (ismertebb nevén fotonhajtóművek) gondolatával.
1 kg antianyag és 1 kg anyag az annihiláció folytán mintegy 5,6 milliárd liter benzinnek megfelelő energiamennyiséget fejleszt, és mint ilyen, tömegarányosan 134-szer hatékonyabb a magfúziónál, melyet még ugyancsak nem sikerült szabályozott módon energiatermelésre használni.